# 1980年夏季残疾人奥林匹克运动会津巴布韦代表团
1980年夏季残疾人奥林匹克运动会津巴布韦代表团是津巴布韦派出的1980年夏季残疾人奥林匹克运动会代表团。获得8枚银牌和4枚铜牌。